# 버지니아 폭포

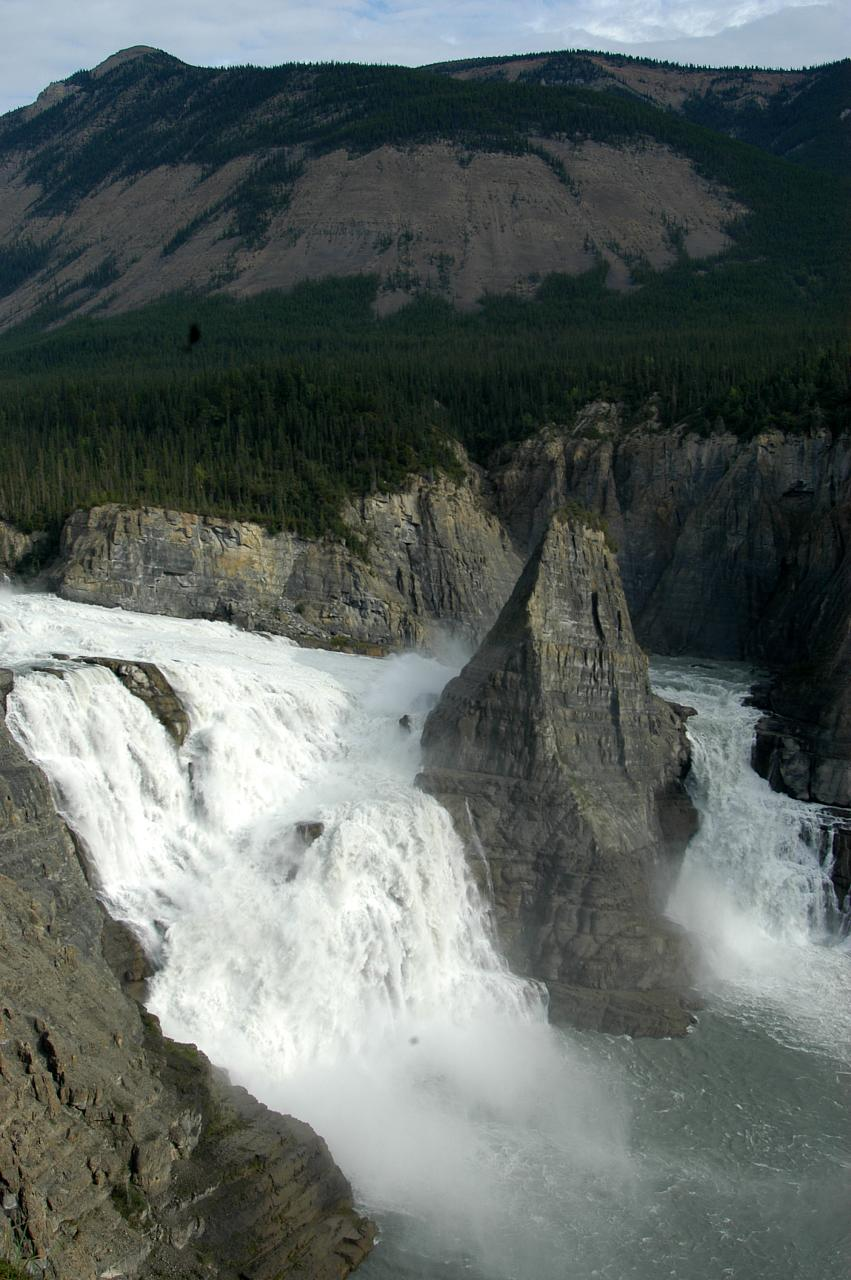
버지니아 폭포

버지니아 폭포(영어: Virginia Falls, 슬레이비어: Nailicho)는 캐나다 노스웨스트 준주 나하니 국립공원에 위치한 폭포이다. 사우스나하니 강에 이어져 있다. 버지니아 폭포에서 물줄기는 물안개를 내면서 96m 높이에서 낙하한다. 이 낙차는 나이아가라 폭포의 약 2배이다. 버지니아 폭포의 중심에는 캐나다에서 유명한 카누 선수, 저술가, 영화 감독이기도 한 빌 메이슨을 따서 이름 붙여진 메이슨스 록(Mason's Rock)이라는 바위가 존재 한다. 또한 이 폭포의 주변부는 난초과 중에서도 희귀 종의 서식지이기도 하다.